# George Schaefer (regizor)
George Louis Schaefer (n. 16 decembrie 1920, Wallingford, Connecticut, SUA – d. 10 septembrie 1997, Los Angeles, California, SUA) a fost un regizor american de televiziune și de teatru de pe Broadway, care a fost activ din anii 1950 până în anii 1990.

## Viața și cariera
Schaefer s-a născut în Wallingford, Connecticut, și a trăit o mare parte din copilărie și tinerețe în Oak Park, Illinois. Era fiul lui Elsie (născută Otterbein) și Louis Schaefer, care lucra în domeniul vânzărilor. Schaefer a studiat regia de teatru la Yale School of Drama. Și-a început cariera de regizor în cursul stagiului militar în serviciile speciale de divertisment ale Armata SUA în timpul celui de-al Doilea Război Mondial. El a regizat peste 50 de piese de teatru pentru militarii americani. După ce a fost demobilizat a început să regizeze piese pentru teatrele de pe Broadway. Prima producție a fost un spectacol cu piesa Hamlet a lui Shakespeare, cu Maurice Evans. În 1953 Schaefer a câștigat un premiu Tony pentru spectacolul Teahouse of the August Moon, pe care l-a realizat în colaborare cu Evans.
În timpul Epocii de Aur a Televiziunii Schaefer a regizat numeroase adaptări transmise în direct de piese de teatru pe Broadway pentru serialul-antologie Hallmark Hall of Fame de la NBC. Primul său episod pentru Hallmark a fost o adaptare a spectacolului cu Hamlet de pe Broadway, cu Evans în rolul titular. În anii 1980 multe dintre spectacolele sale pentru Hallmark au fost difuzate sub titlul George Schaefer Showcase Theatre. Producțiile sale de televiziune au fost distinse cu cinci premii Emmy dintr-un număr total de 21 de nominalizări. De asemenea, el a câștigat patru Directors Guild of America Awards din 17 nominalizări. El deține recordul pentru cele mai multe nominalizări la premiul DGA. A regizat, de asemenea, cinci lungmetraje, cu un succes limitat.
În februarie 1962 actorii care au lucrat cu Schaefer, inclusiv Ed Wynn, Ethel Griffies și Boris Karloff, au participat la un episod omagial dedicat lui în spectacolul de televiziune PM East/PM West, care a fost sindicalizat de Group W Productions către posturile de televiziune deținute de Westinghouse la Boston, Baltimore, Pittsburgh, Cleveland și San Francisco, precum și către alte posturi din Washington D.C., New York și Los Angeles.
Această emisiune de televiziune a fost singurul episod al PM East/PM West, care a difuzat cinci nopți pe săptămână, pe parcursul unui an, și s-a imprimat integral pe bandă magnetică. O casetă video a emisiunii din 1962 este disponibilă pentru vizualizare la UCLA Film and Television Archive.
PM East/PM West nu a fost niciodată transmis în Chicago, Illinois, în statele din sud, în statele din sud-vest, în zona pacifică de Nord-vest sau în statele Florida sau Texas.
Din 1979 până în 1981 George Schaefer a fost președinte al Directors Guild of America. El a fost ca membru al consiliului de conducere al Consiliului Național al Artelor patronat de președintele Ronald Reagan din 1982 până în 1988. În 1985 a fost numit președinte și, mai târziu, decan al UCLA School of Theater Film and Television, unde a rămas până în 1991.
În cursul anilor 1980 și 1990 Schaefer a făcut parte din consiliul consultativ al National Student Film Institute din Los Angeles. Schaefer a fost, de asemenea, președintele onorific al institutului pentru un mandat de un an.
În 1996 și-a lansat autobiografia From Live to Tape to Film: 60 Years of Inconspicuous Directing.
Schaefer a continuat să regizeze filme TV până la moartea sa din anul 1997. Ultimul său film a fost o adaptare a piesei Harvey a lui Mary Chase. I-a supraviețuit soția sa, Mildred, cu care s-a căsătorit în 1954.

## Filme de televiziune (selecție)
- Hamlet (1953)
- Macbeth (1954)
- Richard II (1954)
- One Touch of Venus (1955)
- Alice in Wonderland (1955)
- The Taming of the Shrew (1956)
- Man and Superman (1956)
- The Green Pastures (1957)
- The Yeomen of the Guard (1957)
- Kiss Me, Kate (1958)
- The Gift of the Magi (1958)
- Meet Me in St. Louis (1959)
- A Doll's House (1959)
- Winterset (1959)
- The Tempest (1960)
- Macbeth (1960)
- Victoria Regina (1961), adaptat după piesa omonimă a lui Laurence Housman
- Arsenic & Old Lace (1962)
- Pygmalion (1963)
- Abe Lincoln in Illinois (1964)
- Inherit the Wind (1965)
- The Magnificent Yankee (1965)
- Eagle in a Cage (1965)
- Lamp at Midnight (1966)
- Barefoot in Athens (1966)
- Saint Joan (1967)
- The Admirable Crichton (1968)
- Gideon (1971)
- A War Of Children (1972)
- F. Scott Fitzgerald and 'The Last of the Belles' (1974)
- Carl Sandburg's Lincoln (1974–76)
- The Last of Mrs. Lincoln (1976)
- Amelia Earhart (1976)
- Our Town (1977)
- The Second Barry Manilow Special (1978)
- First, You Cry (1978)
- Mayflower: The Pilgrims' Adventure (1979)
- The Bunker (1981)
- The People vs. Jean Harris (1981)
- The Deadly Game (1982)
- A Piano for Mrs. Cimino (1982)
- The Best Christmas Pageant Ever (1983)
- Right of Way (1983)
- Stone Pillow (1985)
- Mrs. Delafield Wants to Marry (1986)
- Laura Lansing Slept Here (1988)
- The Man Upstairs (1992)
- Harvey (1996)

## Spectacole de pe Broadway (selecție)
- Hamlet (1945–1946)
- Man and Superman (1947–1948)
- The Teahouse of the August Moon (1953–1956) (doar coproducător)
- The Apple Cart (1956–1957)
- Zenda (1963; anulat pe Broadway)
- The Last of Mrs. Lincoln  (1972–1973)

## Filmografie
- Pendulum (1969)
- Generation (1969)
- Doctors' Wives (1971)
- Once Upon a Scoundrel (1974)
- An Enemy of the People (1978)
- Children In The Crossfire (1984)

## Legături externe
- en George Schaefer (regizor) la Internet Broadway Database
- George Schaefer la Internet Movie Database